# 社子島浮洲王宅
社子島浮洲王宅，是位於臺灣臺北市士林區延平北路八段的宅第，為社子島內3座市定歷史建築之一。

## 沿革
王宅的確切建築時間不詳，推測為日治時期。目前為私人管理，仍有人居住。2016年6月24日台北市政府以此建物構造仍具保存價值為由，依歷史建築登錄廢止審查及輔助辦法第2條第1項第1、2款規定登錄為歷史建築。

## 建物特色
王宅位於社子島地勢較高地區，主體分為前後兩部分，格局特殊，前部孝得堂為二層樓三合院格局，紅磚造建築，部分構造曾整修(鋼筋混凝土樑、地板及門扇)；後部為街屋式加強磚造建物(具騎樓)，以兩座樓梯連接樓上空間，建物內裝木板隔間仍保存舊貌。

## 匾額
王宅的正門上面立有「孝得堂」3字的匾額。

## 軼事
台北市長柯文哲曾於2015年11月27至28日至社子島「Homestay」，並曾夜宿王宅。